# Hypoponera mandibularis
Hypoponera mandibularis är en myrart som först beskrevs av Bernard 1953.  Hypoponera mandibularis ingår i släktet Hypoponera och familjen myror. Inga underarter finns listade i Catalogue of Life.